# Devils Lake (North Dakota)
Devils Lake ist eine Kleinstadt (mit dem Status „City“) und Verwaltungssitz des Ramsey County im US-amerikanischen Bundesstaat North Dakota. Im Jahr 2010 hatte Devils Lake 7141 Einwohner. Die Stadt ist nach dem Nahe gelegenen See Devils Lake benannt.

## Geschichte
Der heutige Standort von Devils Lake war historisch gesehen Territorium des Dakota-Volkes. Die Dakota-Stämme der Sisseton, Wahpeton und Cut-Head wurden jedoch in die Spirit Lake Reservation umgesiedelt, als Ergebnis des Vertrages von 1867 mit den Vereinigten Staaten, der ein Reservat für die Dakota einrichtete, die nicht zwangsweise in die Crow Creek Reservation im heutigen South Dakota umgesiedelt worden waren. Der Name Devils Lake ist eine Ableitung des Dakota-Ausdrucks mni wak'áŋ (wörtlich: Geisterwasser), der sich auch in den Namen des Spirit Lake Tribe und der nahe gelegenen Stadt Minnewaukan widerspiegelt.
Das erste Postamt wurde am 15. November 1882 gegründet und trug ursprünglich den Namen Creelsburg. Gegründet wurde es von Leutnant Heber M. Creel, einem West-Point-Absolventen und topografischen Ingenieur, der im nahe gelegenen Fort Totten stationiert war. Nach seinem Ausscheiden aus der US-Armee vermaß er den Ort und gründete ihn.
Die umliegende Creel Township ist nach ihm benannt. Der Name wurde später in Creel City geändert und durch die Great Northern Railway erweitert. Als der Ort 1884 zu einer Gemeinde erhoben wurde, wurde der Name in City of Devils Lake geändert und dann zu Devils Lake verkürzt.
Eine Periode erhöhter Niederschläge, die in den 1990er Jahren begann und in der Geschichte des Staates beispiellos ist, ließ den nahe gelegenen See, der keinen natürlichen Abfluss hat, ansteigen. Die Oberfläche hat sich vervierfacht, und das höhere Wasser hat zur Verschiebung oder Zerstörung von über 400 Häusern geführt.

## Demografie
Nach der Schätzung von 2019 leben in Devils Lake 7320 Menschen. Die Bevölkerung teilte sich im selben Jahr auf in 78,8 % Weiße, 0,9 % Afroamerikaner, 14,6 % amerikanische Ureinwohner, 1,2 % Asiaten und 4,3 % mit zwei oder mehr Ethnizitäten. Hispanics oder Latinos aller Ethnien machten 3,2 % der Bevölkerung von Devils Lake aus. Das mittlere Haushaltseinkommen lag bei 47.218 US-Dollar und die Armutsquote bei 17,0 %. Bei der Volkszählung 2000 gaben über 40 Prozent der Einwohner deutsche Abstammung an. Die zweithäufigste Abstammung war Norwegisch.

## Bildung
In Devils Lake befinden sich das Lake Region State College und die North Dakota School for the Deaf (eine Schule für gehörlose Menschen).

## Infrastruktur und Transport
Devils Lake befindet sich am U.S. Highway 2 und besitzt mit dem Devils Lake Municipal Airport einen kleinen Flughafen. Amtrak, das nationale Personenzugsystem der USA, bedient Devils Lake mit dem Empire Builder täglich in beide Richtungen zwischen Chicago und Seattle und Portland in Oregon. SkyWest Air Lines bietet außerdem zwei tägliche Flüge zum Devils Lake Municipal Airport vom Denver International Airport an.

## Söhne und Töchter der Stadt
- William L. Guy (1919–2013), Politiker und Gouverneur von North Dakota
- Phyllis Frelich (1944–2014), Schauspielerin